# Совет общественной безопасности Башкортостана
Совет общественной безопасности Башкортостана — межведомственный конституционный орган Республики Башкортостан.

## Общая характеристика
Согласно указу Президента Башкортостана от 5 апреля 1994 года был создан Совет безопасности Республики Башкортостан. Основными целями данного конституционного органа является реализация полномочий Президента республики по вопросам защиты прав и свобод человека и гражданина, экономических и политических нужд Башкортостана, обеспечения законности и правопорядка на её территории.
Совет функционирует основываясь на Конституции Российской Федерации и Конституции Республики Башкортостан, федеральных и республиканских законах, иных нормативно-правовых актах Российской Федерации и Республики Башкортостан.
С 2003 года именуется как межведомственный Совет общественной безопасности Республики Башкортостан.
В состав Совета входят секретарь и другие члены, назначаемые Президентом Башкортостана, который в свою очередь является его председателем.
Заседания Совета общественной безопасности проводятся не реже одного раза в квартал.

## Основные задачи
Основными задачами Совета общественной безопасности Башкортостана являются:
- создание основных направлений стратегии обеспечения общественной безопасности в республике;
- подготовка рекомендаций Президенту Башкортостана для принятия решений по вопросам обеспечения общественной безопасности в республике;
- организация подготовки республиканских целевых программ в области обеспечения общественной безопасности в Башкортостане;
- подготовка оперативных решений по выявлению и предотвращению угроз объектам общественной безопасности на территории Башкортостана;
- разработка предложений по координации деятельности органов исполнительной власти республики в процессе реализации принятых решений в области обеспечения общественной безопасности в Башкортостане, оценка их эффективности.

## Руководители
Председатели: Рахимов М. Г. (с 1994 года), Хамитов Р. З. (с 2010 года), Хабиров Р. Ф. (с 2018 года).
Секретари: Антипин В. Н. (с 1994 года), Шабрин А. И. (с 1998 года), Магадеев М. Ш. (с 2011 года), Искужин Р. К. (с 2013 года), Касьянов А. А. (с 2016 года).